# Tour der englischen Rugby-Union-Nationalmannschaft nach Neuseeland und Australien 2003
| Tour der Engländer nach Neuseeland und Australien 2003 | Tour der Engländer nach Neuseeland und Australien 2003 | Tour der Engländer nach Neuseeland und Australien 2003 | Tour der Engländer nach Neuseeland und Australien 2003 | Tour der Engländer nach Neuseeland und Australien 2003 |
| Übersicht                                              | S                                                      | G                                                      | U                                                      | N                                                      |
| ------------------------------------------------------ | ------------------------------------------------------ | ------------------------------------------------------ | ------------------------------------------------------ | ------------------------------------------------------ |
| Test Matches                                           | 2                                                      | 2                                                      | 0                                                      | 0                                                      |
| Sonstige Spiele                                        | 1                                                      | 1                                                      | 0                                                      | 0                                                      |
| Gesamt                                                 | 3                                                      | 3                                                      | 0                                                      | 0                                                      |
|                                                        |                                                        |                                                        |                                                        |                                                        |
| Australien                                             | 1                                                      | 1                                                      | 0                                                      | 0                                                      |
| Neuseeland                                             | 1                                                      | 1                                                      | 0                                                      | 0                                                      |

Die Tour der englischen Rugby-Union-Nationalmannschaft nach Neuseeland und Australien 2003 umfasste eine Reihe von Freundschaftsspielen der englischen Rugby-Union-Nationalmannschaft. Sie reiste im Juni 2003 durch Neuseeland und Australien, wobei sie drei Spiele bestritt. Darunter waren je ein Test Match gegen die neuseeländischen All Blacks und die australischen Wallabies sowie eine Begegnung mit der Auswahl der New Zealand Māori. Alle drei Partien endeten mit einem englischen Sieg.
Es handelte sich um die letzte Tour der Engländer im traditionellen Sinne; an ihre Stelle traten die Mid-year Internationals und End-of-year Internationals.

## Spielplan
- Hintergrundfarbe grün = Sieg

(Test Matches sind grau unterlegt; Ergebnisse aus der Sicht Englands)
| # | Datum         | Gegner            | Ort          | Stadion         | Ergebnis |
| - | ------------- | ----------------- | ------------ | --------------- | -------- |
| 1 | 08. Juni 2003 | New Zealand Māori | New Plymouth | Yarrow Stadium  | 23:9     |
| 2 | 14. Juni 2003 | Neuseeland        | Wellington   | Westpac Stadium | 15:13    |
| 3 | 21. Juni 2003 | Australien        | Melbourne    | Telstra Dome    | 25:14    |

## Test Matches
| 14. Juni 2003 19:00 NZST | Neuseeland                                                     | 13 : 15       | England                                         | Westpac Stadium Zuschauer: 37.500 Schiedsrichter: Stuart Dickinson (Australien) |
| 14. Juni 2003 19:00 NZST | Versuche: Howlett Erhöhungen: Spencer Straftritte: Spencer (2) | (6:6) Bericht | Straftritte: Wilkinson (4) Dropgoals: Wilkinson | Westpac Stadium Zuschauer: 37.500 Schiedsrichter: Stuart Dickinson (Australien) |

Aufstellungen:
- Neuseeland: Dave Hewett, Doug Howlett, Chris Jack, Justin Marshall, Richie McCaw, Ma’a Nonu, Anton Oliver, Caleb Ralph, Joe Rokocoko, Greg Somerville, Rodney So’oialo, Carlos Spencer, Reuben Thorne , Tana Umaga, Ali Williams 
 Auswechselspieler: Jerry Collins, Steve Devine, Keven Mealamu, Malili Muliaina
- England: Neil Back, Kyran Bracken, Ben Cohen, Lawrence Dallaglio, Will Greenwood, Richard Hill, Martin Johnson , Ben Kay, Jason Leonard, Josh Lewsey, Jason Robinson, Graham Rowntree, Steve Thompson, Mike Tindall, Jonny Wilkinson 
 Auswechselspieler: Dan Luger, Phil Vickery, Joe Worsley

| 21. Juni 2003 19:00 AEST | Australien                             | 14 : 25        | England                                                                                | Telstra Dome, Melbourne Zuschauer: 54.868 Schiedsrichter: David McHugh (Irland) |
| 21. Juni 2003 19:00 AEST | Versuche: Sailor Straftritte: Roff (3) | (3:12) Bericht | Versuche: Cohen Greenwood Tindall Erhöhungen: Wilkinson (2) Straftritte: Wilkinson (2) | Telstra Dome, Melbourne Zuschauer: 54.868 Schiedsrichter: David McHugh (Irland) |

Aufstellungen:
- Australien: David Giffin, George Gregan , Nathan Grey, Toutai Kefu, Chris Latham, David Lyons, Patricio Noriega, Steve Kefu, Jeremy Paul, Joe Roff, Wendell Sailor, Nathan Sharpe, Morgan Turinui, Phil Waugh, Bill Young 
 Auswechselspieler: Brendan Cannon, Ben Darwin, Mat Rogers, Lote Tuqiri, Dan Vickerman
- England: Neil Back, Kyran Bracken, Ben Cohen, Lawrence Dallaglio, Will Greenwood, Richard Hill, Martin Johnson , Ben Kay, Josh Lewsey, Jason Robinson, Steve Thompson, Mike Tindall, Phil Vickery, Jonny Wilkinson, Trevor Woodman 
 Auswechselspieler: Steve Borthwick, Matt Dawson, Joe Worsley